# Takasago
Takasago (高砂市, Takasago-shi) est une ville située dans la préfecture de Hyōgo, au Japon.

## Toponymie
La ville de Takasago tire son nom des bancs de sable de l'embouchure du fleuve Kako, 高 (taka) signifiant « haut » et 砂 (sago) « sable ».

## Géographie

### Situation
La ville de Takasago est située à 40 km à l'ouest de Kōbe, entre les villes de Himeji et de Kakogawa, au Japon.

### Démographie
Au 1er novembre 2010, Takasago avait une population estimée à 93 664 habitants répartis sur une superficie de 34,4 km2 (densité de population de 2 720 hab/km2).
En avril 2023, elle était de 87 781 habitants.

## Histoire
À l'origine, Takasago est une ancienne zone habitée qui s'est développée à partir du XVIIe siècle comme port, sous l'influence du daimyo du château de Himeji : Ikeda Terumasa.
Takasago devient une municipalité à part entière le 1er juillet 1954 par la fusion de deux bourgs, Takasago-chō et Sone-chō, et de deux villages, Arai-mura et Iho-mura, qui forment alors des districts ou quartiers de la nouvelle ville. Depuis lors, Takasago a également absorbé les bourgs de Yoneda et Amida ainsi que le village de Kitahama.

## Économie
La ville de Takasago est essentiellement un centre industriel, spécialisée dans la papeterie, l'agroalimentaire, la métallurgie, la céramique et la chimie.

## Transport

### Chemin de fer

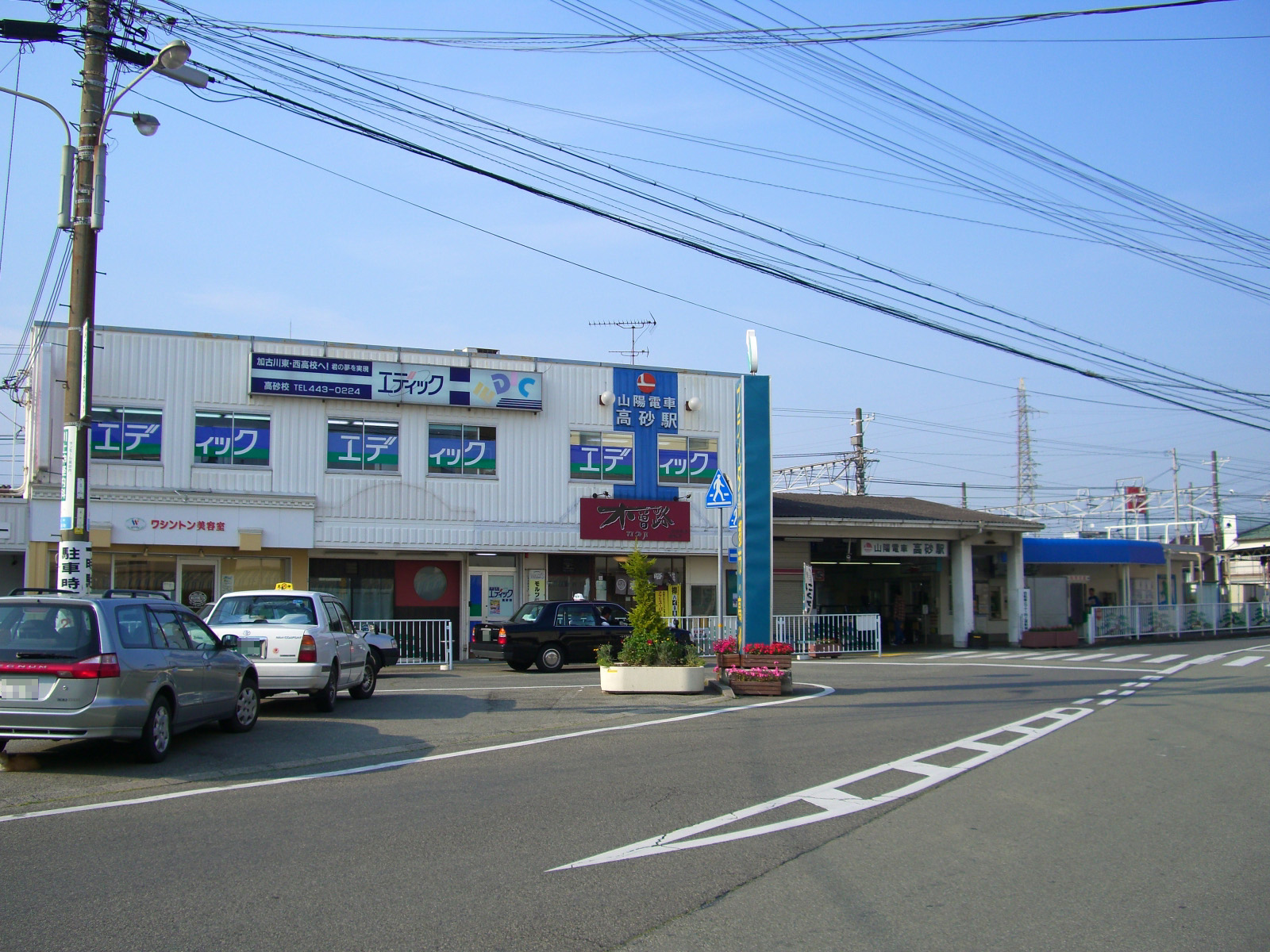
Gare de Takasago.

- JR West : ligne Sanyō (ligne Kōbe)
  - Gare de Hōden (40 minutes pour rallier la gare Sannomiya à Kobe)
  - Gare de Sone
- Sanyo Electric Railway : ligne principale Sanyō
  - Gare de Takasago (50 minutes environ pour rallier la gare Sannomiya à Kobe)
  - Gare d'Arai
  - Gare d'Iho
  - Gare de Sanyō Sone

La ligne Shinkansen Sanyō de la compagnie JR West traverse Takasago mais aucune gare ne se trouve à l'intérieur du périmètre de la ville. Les gares les plus proches sont la gare de Himeji située à Himeji et la gare de Nishi-Akashi située à Akashi.

### Route
Takasago est desservie par de nombreuses voies routières.

#### Autoroutes nationales
- Autoroute nationale no 2 (Osaka-Kitakyūshū)
- Déviation Kakogawa de l'autoroute nationale no 2, aussi appelée l'« autoroute national Harima », qui relie Akashi à Takasago en desservant Kakogawa.
- Autoroute nationale no 250 (Kōbe-Okayama)

#### Autoroutes et routes préfectorales
- Autoroute no 43 (dessert Takasago, Kakogawa et Kasai)
- Route Kasai no 79 Kakogawa Takasago qui dessert aussi ces trois villes
- Route no 718 (ancienne partie de l'autoroute nationale no 250 jusqu'en 1998, reliant Akashi à Takasago)

## Patrimoine culturel

### Patrimoine architectural

#### Édifices religieux

##### Sanctuaires shintō
Le sanctuaire shinto de Takasago aurait été construit, selon la légende, par l'impératrice Jingū à son retour de Corée au IIIe siècle. Il est surtout dédié au dieu de la fertilité et des tempêtes, Susanoo, à son épouse Kushinadame-no-Mikoto et à leur gendre, Ōnamuchi-no-mikoto, qui sont ainsi devenus la triade des divinités protectrices du sanctuaire et de la ville de Takasago. Des pins aioi y sont également préservés en tant qu'emblèmes de la ville. Le sanctuaire comprend également une scène du théâtre nô (voir Takasago).
Takasago abrite également le sanctuaire Sone Tenmangu dédié à la divinité shinto des études, Tenjin, assimilée au poète et érudit de l'époque de Heian (IXe-début du Xe siècle), Sugawara no Michizane. Ce dernier, en effet, exilé à la suite de fausses accusations en 901, se serait arrêté sur le mont Hikasa qui domine Takasago et y aurait planté un pin en l'implorant de « pousser pour prouver son innocence ». Ce sanctuaire est connu depuis les environs de 1350 pour son pin sacré qui fut replanté plusieurs fois, l'actuel constituant la 6e génération de l'arbre. Le pin est d'ailleurs le symbole de la ville.
On peut citer de même le sanctuaire Kashima, situé dans le parc naturel Kashima Ohgidaira au milieu de cerisiers, qui est connu pour la cérémonie du Ichigan-joju ou de « l'unique vœu exaucé » et est donc particulièrement visité lors des vacances du Nouvel An ou avant les périodes d'examen.
Dernier édifice religieux shinto important, le sanctuaires Arai, selon la tradition fondé une première fois sous le règne de l'empereur Jomei au VIIe siècle puis reconstruit à son emplacement actuel au milieu de l'époque de Kamakura au XIIIe siècle, qui est dédié aux deux divinités de la prospérité et du commerce Ebisu et Daikoku.
Outre ces derniers, Takasago abrite les sanctuaires Ohshiko (construit autour d'une pierre dressée de 5,7 m de haut et 6,4 m de large, réalisée il y a environ 1 200 ans et connue sous le nom de Uki-ishi ou « pierre flottante ») et de Yoneda.

##### Temples bouddhiques
Outre ses nombreux sanctuaires shinto, la ville de Takasago abrite également deux temples bouddhistes.
Le temple Jurin tout d'abord, qui aurait été fondé au début du IXe siècle par Kūkai ou Kōbō-Daishi, saint fondateur de l'école Shingon, en l'honneur initialement du Bodhisattva Jizo. Pendant longtemps l'un des principaux temples du Shingon, il est ensuite converti par le moine Hōnen à l'école de Jōdo au début du XIIIe siècle. Il comprend notamment une représentation du bouddha Amida accueillant les âmes au paradis.
Le temple Jiko fut fondé en 1249 par un prêtre qui lui a donné son nom. Il appartient lui aussi à l'école Jōdo, et est dédié au bouddha Amida, qui y est représenté par une statue de trois mètres de haut. Il est notamment connu pour son Hokyointo, ou pagode de pierre, qui est classée comme patrimoine de la préfecture.
On peut également citer le Kuroiwa no Magaibutsu, bas-relief gravé dans la roche au pied du mont Hikasa représentant les treize bouddhas du bouddhisme Shingon. Cette sculpture se trouve au bord de la route nationale 250 qui dessert la ville.

### Événements

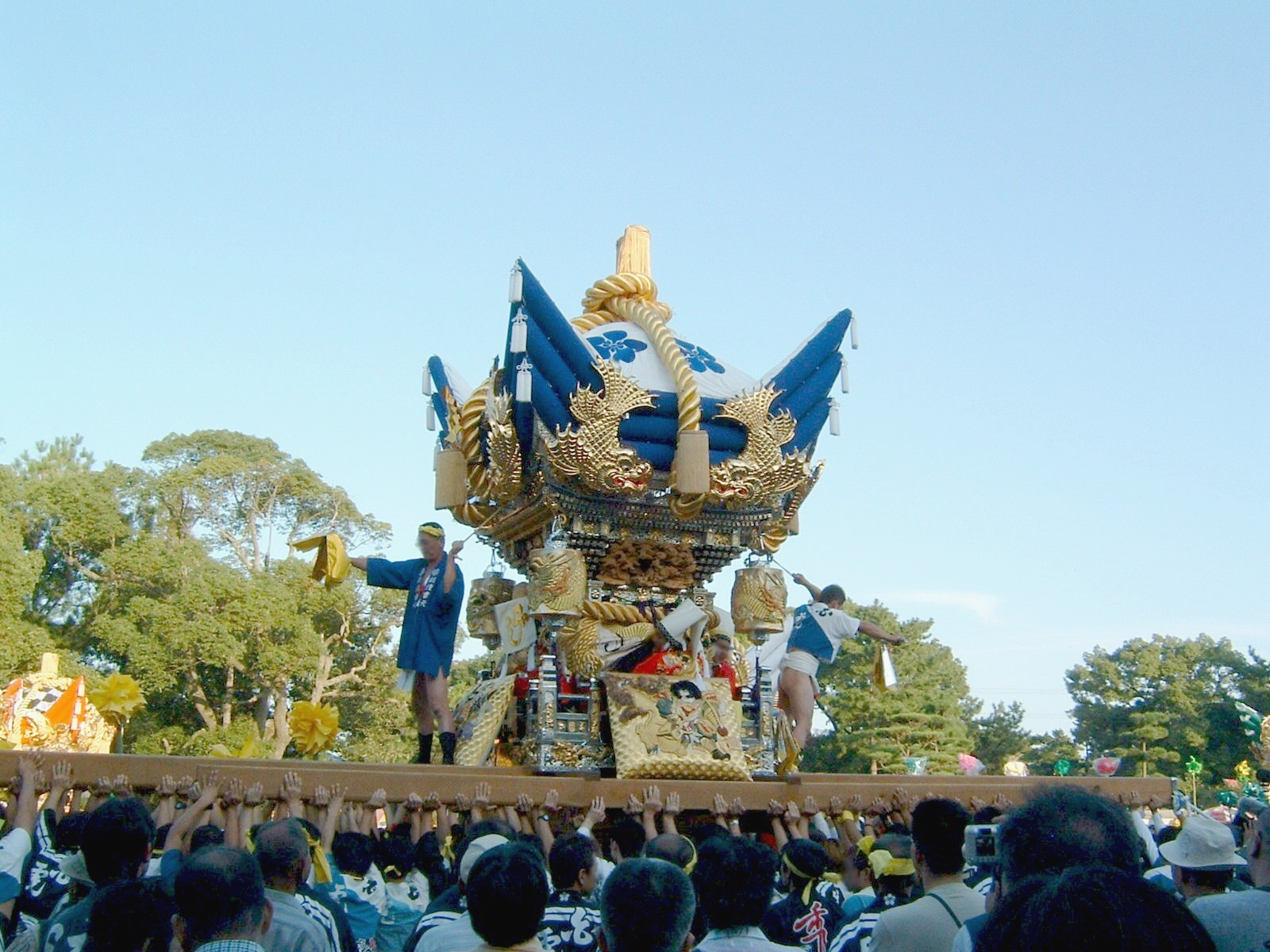
Un des radeaux de futon lors de la parade du festival d'automne du sanctuaire Sone Tenmangu.

Chaque année, au début du mois d'octobre, les différents sanctuaires de la ville organisent tour à tour des festivités qui sont désignées sous le nom de festival d'automne :
- festival du sanctuaire Ohshiko : 2 et 3 octobre ;
- festival du sanctuaire Yoneda : deuxième samedi du mois d'octobre ainsi que la veille ;
- festival du sanctuaire Arai : 9 et 10 octobre ;
- festival du sanctuaire Takasago : 10 et 11 octobre ;
- festival du sanctuaire Sone Tenmangu : 13 et 14 octobre.

Ces fêtes comprennent des cérémonies religieuses, des danses traditionnelles et spectacles nô (sous le nom d'Omenkake pour la fête du sanctuaire de Takasago), la rupture du bambou (pour la fête de Sone Tenmangu) ainsi que, à chaque fois, la parade de radeaux de futon colorés représentant les différents sanctuaires et qui sont portés jusqu'à la mer (funatogyo).

### La «Cité nuptiale»
La ville est surnommée depuis 1988 la « cité nuptiale de Takasago », étant le lieu de naissance d'une pièce célèbre de Waki nō et du morceau de yōkyoku l'accompagnant. Il s'agit d'une pièce festive souvent jouée lors du Nouvel An, tandis que son chant est très populaire dans les fêtes de mariage. De plus, les deux principales divinités du sanctuaire de Takasago, Susanoo et Kushinada, sont considérées comme protectrices de la fertilité et du mariage. Enfin, le festival Daikoku du sanctuaire Arai, qui a lieu le 29 avril tous les ans, est particulièrement dédié à la célébration du mariage et du lien matrimonial.

## Jumelage
- Shisō, préfecture de Hyōgo, Japon, depuis le 24 avril 1987 (bourg de Haga à l'origine)
- Latrobe, Victoria en Australie, depuis le 12 octobre 2000.

## Personnalités liées à la municipalité
- Miyamoto Musashi (1584-1645), escrimeur
- Kiyohiko Azuma (né en 1968), mangaka
- Kisaburō Tokai (né en 1948), homme politique
- Kuniko Tsurita (1947-1985), mangaka